# SPICE
SPICE (ang. Simulation Program with Integrated Circuits Emphasis) – oprogramowanie do modelowania oraz symulacji funkcjonowania elektronicznych układów analogowych i cyfrowych, zaprojektowany głównie z myślą o analizie obwodów z układami scalonymi.

## Historia rozwoju
W 1972 na Wydziale Inżynierii Elektrycznej i Nauk Komputerowych na Uniwersytecie Kalifornijskim w Berkeley opracowano pierwszą wersję programu SPICE1. Został on napisany w języku Fortran.
Program umożliwia analizy nieliniowe stałoprądowe i stanów nieustalonych, oraz liniowe zmiennoprądowe. Program umożliwia wstawianie elementów rezystancyjnych, pojemności, indukcyjności (wzajemnej także), źródła napięcia i prądu, źródła sterowalne czy elementy półprzewodnikowe typu diody, tranzystory i inne.
W 1975 została opracowana druga wersja programu, SPICE 2 z usprawnieniami. Zastosowano zmodyfikowaną metodę potencjałów węzłowych, co umożliwiło wprowadzenie do analizowanego obwodu idealnych źródeł napięciowych oraz czterech typów źródeł sterowanych. Ponadto poprawiono dokładność i szybkość analizy czasowej poprzez wprowadzenie algorytmu adaptacyjnej zmiany kroku i stabilnego algorytmu interpolacyjnego Eulera.